# Stop Dragon My Heart Around
"Stop Dragon My Heart Around" es el séptimo episodio de la serie de televisión estadounidense de superhéroes Peacemaker, serie derivada de la película de 2021 The Suicide Squad. El episodio fue escrito por el creador de la serie James Gunn y dirigido por Brad Anderson. Se emitió originalmente en HBO Max el 10 de febrero de 2022.
La serie está ambientada después de los eventos de The Suicide Squad, y sigue a Christopher Smith / Peacemaker regresando a su casa, pero se ve obligado a trabajar con agentes de A.R.G.U.S. en una operación clasificada conocida como "Proyecto Butterfly". Smith también tiene que lidiar con sus demonios personales, incluido sentirse perseguido por los recuerdos de las personas que mató por "la paz", así como volver a conectarse con su padre separado. En este episodio, el equipo se separa y posteriormente es perseguido por muchos enemigos personales, lo que termina con algunas muertes.
El episodio recibió críticas extremadamente positivas de los críticos, quienes elogiaron la escritura, la dirección, las actuaciones, el tono emocional y la configuración del final.

## Trama
Un joven Smith comparte un grato momento escuchando música con su hermano Keith, antes de que su padre los obligue a luchar por el entretenimiento de sus seguidores. Después de que Auggie se burlara de él, Smith mata accidentalmente a su hermano haciendo que su padre lo insulte y lo culpe, un evento que aún lo persigue en la actualidad.
Habiendo descubierto que Adebayo fue la responsable de plantar el diario falso, Smith sale con Chase para matar a la "vaca" que suministra a las mariposas el fluido ámbar. Mientras Economos intenta entender la situación, se une a ellos de mala gana. Mientras tanto, Harcourt confronta a Adebayo por plantar el diario y se entera de que Waller es su madre. Además, le recrimina sobre por qué lo hizo sabiendo que Smith tenía su confianza.
Mientras Smith, Chase y Economos conducen para encontrar la "vaca", Auggie embiste su auto, vestido con el traje de White Dragon. Mientras Smith y Economos huyen al bosque, Chase detona una granada que daña levemente el traje de Auggie antes de esconderse también herido. Mientras Murn intenta arreglar las cosas entre Harcourt y Adebayo, su reunión se interrumpe cuando la policía llega a su motel. Mientras Harcourt y Adebayo se esconden en los pasillos, Murn se sacrifica matando a algunos de los oficiales antes de que Song lo mate, mientras que también mata a la mariposa que controla a Murn. Harcourt y Adebayo consuelan a Murn Butterfly antes de que muera. Judomaster, que había escapado de la sede, llega y los ataca, pero una vez más es golpeado e incapacitado.
Después de perder a Auggie y sus seguidores, Smith y Economos se encuentran con Chase y huyen en un automóvil. Sin embargo, se dan cuenta de que Chase también tomó una bolsa de cascos, todos los cuales están equipados con una unidad de rastreo GPS. Smith intenta deshacerse de ellos, pero los seguidores de Auggie lo encuentran y lo persiguen. Auggie llega, hiere gravemente a Eagly y ataca brutalmente a Smith, con la intención de matarlo. Chase luego salta sobre él y desactiva las funciones de su traje, mientras que Economos dispara y mata a los seguidores de Auggie. Smith golpea a Auggie y lo confronta por obligarlo a matar a su hermano, pero duda en matarlo. Mientras Auggie se burla de él por no tener el valor de disparar, Smith le dispara en su cabeza matándolo, dejándolo en shock.
Smith, Chase y Economos se encuentran con Harcourt y Adebayo en una clínica veterinaria. Adebayo encuentra a Smith rezando por la salud de Eagly, quien de repente se despierta frente a Smith; esto hace que reconsidere su decisión de abandonar el equipo y ayudar a completar la misión. Con Murn muerto, nombran a Harcourt como la nueva líder; definen el plan cuyo fin es evitar que las Butterflies teletransporten a la "vaca", siendo su principal misión matarla. Luego, el equipo se dispone a ir a la granja donde se guarda la "vaca". Mientras conduce, Adebayo intenta disculparse con Smith, pero él rechaza sus palabras. También afirma que cuando termine la misión, no quiere volver a verla nunca más. En la granja, Song y las Butterflies atienden a la "vaca", que se revela como un enorme insecto de múltiples ojos.

## Producción

### Desarrollo
En julio de 2021, se anunció que Brad Anderson dirigiría un episodio de la serie.

### Escritura
El episodio contó con la muerte de Clemson Murn. Como la escena de la muerte de Murn se rodó fuera de orden en el episodio, Chukwudi Iwuji no abordó la escena como su última escena y explicó: "Cuando lo estábamos haciendo, me atragantó un poco, lo que siempre es divertido como actor. Siempre quieres ser sorprendido por ti mismo y por lo que sucede".
Jennifer Holland comentó sobre el papel que desempeñaría Harcourt en el episodio: "No sé si Emilia todavía se siente como una líder de equipo, pero definitivamente ahora está en un lugar en el que ha estado dando un paso al frente y convirtiéndose en una parte más integral del equipo. También ha estado aceptando el hecho de que no es una loba solitaria, que tiene un equipo y que es mejor que trabajar sola, porque creo que durante mucho tiempo pensó: 'Dios mío, esta gente me está retrasando'. Pero a lo largo de la serie hasta el momento, realmente ha aceptado ser parte de un equipo, y le gusta".

## Recepción

### Reseñas críticas
"Stop Dragon My Heart Around" recibió críticas extremadamente positivas de los críticos. Samantha Nelson de IGN le dio al episodio una calificación "excelente" de 8 sobre 10 y escribió en su veredicto: "Peacemaker finalmente se enfrenta a su padre en una batalla dramática y prolongada que mezcla comedia alocada y grandes apuestas emocionales. El episodio 7 muestra cómo los personajes han crecido individualmente y como equipo, convirtiéndose en un grupo que podría ser capaz de salvar el mundo".
Jarrod Jones de The AV Club le dio al episodio una calificación de "A" y escribió: "'Stop Dragon My Heart' es un episodio de negocios que acumula un conteo dramático de cuerpos, la entrega más sombría de Peacemaker hasta ahora, pero no está exenta de un toque de dulzura. Está el momento en el que encontramos a Peacemaker rezando por Eagly, quien se abalanzó sobre White Dragon y pagó un precio por ello, el único además de Keith que alguna vez amó a Chris de verdad". Alec Bojalad de Den of Geek le dio al episodio una calificación de 4 estrellas sobre 5 y escribió: "'Stop Dragon My Heart Around' es un poco extraño en lo que respecta a los penúltimos episodios. Una parte se dedica a concluir las luchas de Chris Smith con su padre de manera espectacular, mientras que la otra parte se ocupa de preparar la batalla culminante contra las Mariposas en el final que se avecina. Como tal, el episodio tiene un tono un poco confuso y relega lo que debería ser un punto culminante de la serie a una batalla de minijefes en el camino hacia el grande. Aún así, esa batalla de minijefes es tan emocionante y tan rica que en última instancia se siente como 40 minutos (el tiempo de ejecución de episodio más corto del programa hasta ahora) bien invertidos".

### Elogios
TVLine nombró a John Cena con una mención de honor como el "Artista de la semana" de la semana del 12 de febrero de 2022, por su actuación en el episodio. El sitio escribió: "Cuando se anunció que Peacemaker sería el foco de su propia serie de HBO Max, pocos esperaban pasar más tiempo con el malhablado asesino de [Spoiler] The Suicide Squad . Y, sin embargo, aquí estamos, disfrutando de cada entrega semanal, en gran parte debido a la actuación ganadora de John Cena en el papel principal. A lo largo de la temporada, nos han empujado a sentirnos mal por Chris Smith, o al menos a simpatizar con el hijo de un supremacista blanco. Pero en la penúltima hora de esta semana, Cena se sumergió en sus momentos más poderosos, cuando Chris, en medio de ser atacado por el Dragón Blanco, y al recordar las circunstancias de la muerte de su hermano, se encontró sin más opción que golpear. su pop a cambio y, en última instancia, matarlo. Agregue una dulce vigilia junto a la cama del hospital de Eagly, seguida de su alegría por el renacimiento de su compañero, y ¿qué podemos decir? Cena mola." 